# Nacional AC (Patos)
Nacional AC ook bekend als Nacional de Patos is een Braziliaanse voetbalclub uit Patos in de deelstaat Paraíba. De club werd opgericht in 1963.

## Erelijst
Campeonato Paraibano
2007